# Miso Film
Miso Film er et dansk produktionsselskab, der producerede tv-serier som Dicte, Den som dræber og 1864.
Virksomheden blev startet i 2004 af producererne Jonas Allen og Peter Bose.
Siden 2013 har virksomheden også været til stede i Norge og i Sverige, hvor den ledes af Max Hallén.

## Udvalgt produktioner

### Film
- Max Manus (2008)
- Kandidaten (2008)[1]
- Jensen & Jensen (2011)[2]
- Ginger & Rosa (2012)[3]
- Fortidens skygge (2012)[3]
- Dannys Dommedag (2014)[3]
- Lang historie kort (Long Story Short) (2015)[4]
- Small Town Killers (2017)[5]
- The Way to Mandalay (2018)[5]
- Iqbal & Den Indiske Juvel (2018)[5]
- 438 days (2019)[5]
- I'll be home for Christmas (2019)[6]
- Selvhenter (Heavy Load) (2019)[3]
- Skyggen i mit øje / The Bombardment (2021)[3]
- Blasted (2022)[7]

### TV
- Varg Veum (2008)[3]
- Den som dræber (2011) og Darkness: Those Who Kill (2019, 2021, 2023)[5]
- Dicte (2013)
- 1864 (2014)
- The Rain (2018)
- Heksejakt (2020)[8]
- The Investigation (2020)[3]
- Elves (2021)
- Face to Face (2019, 2021, 2023)
- Box 21 (2021)
- Cell 8 (2022)
- Lust (2022)

## Eksterne hevsininger
- Misofilms hjemmeside